# Carbonate de cuivre(II)
Pour les articles homonymes, voir Carbonate de cuivre.
Le carbonate de cuivre(II), aussi appelé simplement carbonate de cuivre, est un sel ionique bleu-vert et de formule chimique CuCO3. En fait sa couleur peut varier du bleu clair au vert car il peut être mélangé avec de l'hydroxyde de cuivre(II) (Cu(OH)2) à divers stades d'hydratation et en particulier dans la patine vert-de-gris qui se forme sur le cuivre et ses alliages (laitons, bronzes) lors de leur exposition en conditions extérieures.
Le carbonate de cuivre(II) a été autrefois très utilisé comme pigment et fait partie encore parfois des couleurs de l'artiste peintre sous le nom de cendres bleues. Il a été également utilisé dans certains types de maquillage, comme des rouges à lèvre, bien qu'il soit toxique pour l'Homme. Enfin, il a été également utilisé pendant de nombreuses années comme algicide pour les étangs des fermes d'aquaculture.
Le carbonate de cuivre(II) a été le premier composé à être décomposé en ses éléments : cuivre, carbone et oxygène, en 1794 par le chimiste français Joseph Louis Proust (1754-1826). Lorsqu'il est chauffé, il se décompose thermiquement en dioxyde de carbone (CO2) et oxyde de cuivre(II) (CuO), un solide noir :
CuCO3 (s) → CuO (s) + CO2 (g).

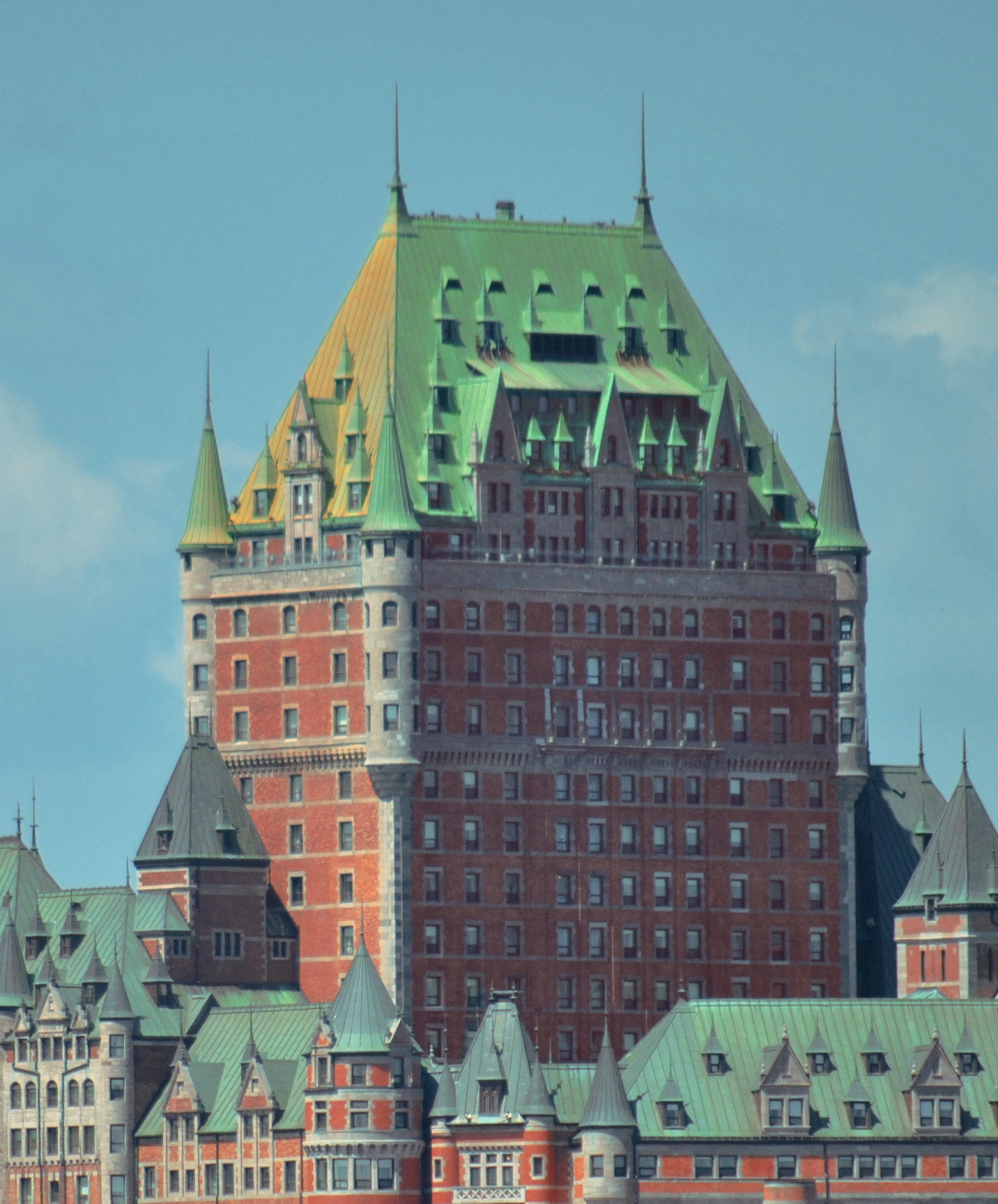
Patine de carbonate de cuivre(II) basique sur le toit du Château Frontenac.

Le cuivre et ses alliages acquièrent lentement une patine vert terne dans l'air humide parce que la surface du métal est oxydée par le dioxygène. Cette patine verte, le vert-de-gris que certains architectes utilisent à des fins de décoration, peut être en fait un mélange équimolaire (1:1) de Cu(OH)2 et de CuCO3 :
2 Cu (s) + H2O (g) + CO2 + O2 → Cu(OH)2 + CuCO3 (s).
Le carbonate de cuivre basique apparaît aussi naturellement sous forme de malachite (Cu2(OH)2CO3) et d'azurite (Cu3(OH)2(CO3)2).

## Préparation
Le carbonate de cuivre(II) peut être préparé en combinant des solutions de sulfate de cuivre(II) et de carbonate de sodium :
2 CuSO4 + 2 Na2CO3 + H2O → Cu2(OH)2CO3 + 2 Na2SO4 + CO2.
Pratiquement, il faut centrifuger 1 minute à 6 000 g le mélange puis laver le précipité à l'eau distillée avant de le centrifuger une nouvelle fois.
Le carbonate de cuivre(II) pur est obtenu à partir du carbonate de cuivre basique par mise en présence de CO2 à 180 °C et 4,6 MPa (46 atm) de pression.[réf. nécessaire]